# Rhinognatha albofasciatus
Rhinognatha albofasciatus är en fjärilsart som beskrevs av Rothschild 1920. Rhinognatha albofasciatus ingår i släktet Rhinognatha och familjen nattflyn. Inga underarter finns listade.